# Почесний громадянин Броварського району
«Поче́сний громадяни́н Броварського району» — відзнака, яка є свідченням визнання територіальною громадою Броварського району Київської області в Україні визначних заслуг окремих осіб перед громадою Броварського району у розвитку економіки, науки, освіти, культури, мистецтва, охорони здоров'я, благодійній, гуманістичній і громадській діяльності, зміцненні міжнародного авторитету Броварського району.

## Історія
Відзнака встановлена рішенням 22-ї сесії Броварської районної ради 23-го скликання від 22 січня 2002 року. Нова редакція положення про почесного громадянина Броварського району рішенням Броварської районної ради6-го скликання 28 квітня 2011 року.

## Підстави для присвоєння звання
Відповідно до положення про звання «Почесний громадянин Броварського району», відзнаку надають за вагомий внесок у розвиток Броварського району, піднесення його авторитету, як на державному, так і на міжнародному рівні та в знак великої поваги до їхньої політичної та громадської діяльності.

## Перелік почесних громадян
| з/п | Ім'я                             | Фото | Роки життя | Про особу та її заслуги                                                                     | Дата присвоєння      |
| --- | -------------------------------- | ---- | ---------- | ------------------------------------------------------------------------------------------- | -------------------- |
| 1   | Волоха Петро Федосійович         |      | ?—2020     |                                                                                             | 2002 рік             |
| 2   | Пильтяй Марія Захарівна          |      | ?—2022     |                                                                                             | 2002 рік             |
| 3   | Дяченко Катерина Терентіївна     |      |            |                                                                                             | 2002 рік             |
| 4   | Білокінь Павло Опанасович        |      | 1929—2005  |                                                                                             | 2002 рік             |
| 5   | Плюта Галина Яківна              |      | 1936       |                                                                                             | жовтень 2004 року    |
| 6   | Дзіндзірук Сергій Олександрович  |      | 1976       |                                                                                             | грудень 2005 року    |
| 7   | Чернишенко Володимир Ілліч       |      | 1937       |                                                                                             | грудень 2009 року    |
| 8   | Бочкарьов Анатолій Борисович     |      | 1956       |                                                                                             | 20 вересня 2011 року |
| 9   | Вайсфельд Леонід Аронович        |      | 1947       |                                                                                             | 20 вересня 2011 року |
| 10  | Слободянюк Леонід Володимирович  |      | 1944       |                                                                                             | 20 вересня 2011 року |
| 11  | Томін Євген Фролович             |      | 1950       |                                                                                             | 20 вересня 2011 року |
| 12  | Рудак Ігор Степанович            |      | 1943       |                                                                                             | 20 вересня 2011 року |
| 13  | Прокопенко Віталій Артемович     |      | 1948—2018  |                                                                                             | 18 вересня 2012 року |
| 14  | Плакся Сергій Лукіч              |      | 1947       |                                                                                             | 18 вересня 2012 року |
| 15  | Коляда Володимир Степанович      |      | 1949       |                                                                                             | 18 вересня 2012 року |
| 16  | Косенко Анатолій Тихонович       |      | 1950       |                                                                                             | 18 вересня 2012 року |
| 17  | Федірко Ніна Іванівна            |      | 1937       |                                                                                             | 12 вересня 2013 року |
| 18  | Прокопенко Олександра Степанівна |      | 1937       |                                                                                             | 12 вересня 2013 року |
| 19  | Шульга Валентина Євгеніївна      |      | 1955       |                                                                                             | 12 вересня 2013 року |
| 20  | Руденко Тетяна Миколаївна        |      | 1953       |                                                                                             | 12 вересня 2013 року |
| 21  | Карнатов Анатолій Григорович     |      | 1936—2015  |                                                                                             | 21 серпня 2014 року  |
| 22  | Багнюк Валентин Віталійович      |      | 1962       |                                                                                             | 21 серпня 2014 року  |
| 23  | Козюк Петро Ананійович           |      | 1954       |                                                                                             | 21 серпня 2014 року  |
| 24  | Онопрієнко Олексій Павлович      |      | 1954       |                                                                                             | 21 серпня 2014 року  |
| 25  | Постол Віктор Васильович         |      | 1984       |                                                                                             | 6 жовтня 2015 року   |
| 26  | Семиног Микола Миколайович       |      | 1965       |                                                                                             | 8 вересня 2016 року  |
| 27  | Калашник Валерій Іванович        |      | 1957       |                                                                                             | 18 вересня 2018 року |
| 28  | Теплюк Микола Маркович           |      | 1957       |                                                                                             | 18 вересня 2018 року |
| 29  | Борсук Олександр Миколайович     |      | 1961       |                                                                                             | 24 вересня 2019 року |
| 30  | Яіцька Лариса Петрівна           |      | 1964       |                                                                                             | 24 вересня 2019 року |
| 31  | Константінос Спанудіс            |      | 1959       |                                                                                             | 24 вересня 2019 року |
| 32  | Варфоломій I                     |      | 1940       | 270-й і чинний архиєпископ Константинополя та Вселенський патріарх з 2 листопада 1991 року. | 15 червня 2023 року  |